# Карлик Ніс (фільм, 2003)
 «Карлик Ніс» — російський повнометражний анімаційний фільм студії анімаційного кіно «Млин» і кінокомпанії «СТВ». Перший повнометражний мультфільм цих студій і комбінація казок Вільгельма Гауфа «Карлик Ніс» (1826) і «Маленький Мук» (1825). Перша з них входить в альманах «Олександрійський шейх і його невільники», а остання — в альманах «Караван».
Фільм вийшов у широкий російський прокат 20 березня 2003 року. Фільм вийшов у широкий український прокат 29 березня 2003 року, для українського прокату український дистриб'ютор «IntWestDistribution» не створив українського дубляжу і фільм демонструвався з оригінальною російською озвучкою. Прем'єра на телебаченні відбулася 2 травня 2005 року на телеканалі «Росія», а після «Закону про інформацію» фільм отримав оцінку 6+.

## Сюжет
Для того, щоб стати володаркою світу, злий чаклунки потрібна дитина з дуже добрим серцем. Для цього вона обманом заманює до себе Якоба — сина шевця Хайнца і зеленщіци Ганни. Коли Якоб відмовляється допомогти їй у виконанні задуму, чаклунка перетворює його в потворного карлика. За час його перебування в замку відьми проходить сім років. Якоб знайшов туфлі-скороходи і втік із замку, а відьма стежила за ним. Вона переконана, що Якоб все одно повернеться і допоможе їй, не витримавши всіх випробувань.
За сім років Хайнц помер від горя, а Ганна не впізнає свого улюбленого сина в карлику. Городяни сміються над Якобом і женуть його геть. Він в розпачі, але одного разу рятує життя гуски. Виявляється, що це викрадена і зачарована принцеса Грета. Ще маленькою дівчинкою вона випадково побачила чаклунку в бібліотеці свого батька, коли та намагалася дізнатися таємницю чарівної книги. Якоб і Грета полюбили один одного. Разом їм належить пройти через багато випробувань і пригоди, щоб зупинити чаклунку в її злих намірах.

## Ролі озвучували
- Альберт Асадуллін — Дорослий Якоб
- Євгенія Ігумнова — Грета
- Олена Шульман — Якоб в дитинстві
- Наталія Данилова — Чаклунка
- Ігор Шибанов — Урбан, прислужник чаклунки
- Іван Краско — Король
- Віктор Сухоруков — Марновірний стражник в палаці
- Анатолій Петров — Товстий міський стражник, Тонкий міський стражник, Глашатай
- Олексій Гур'єв — Блюм, головний королівський скороход, Гончар
- Олена Соловйова — Фріда Блюм (дружина Блюма), 1-я фрейліна, 2-я фрейліна
- Тетяна Іванова — Ганна, мати Якоба
- Михайло Черняк — Обер-гофмейстер

## Знімальна група
- Режисер — Ілля Максимов
- Сценарист — Олександр Боярський
- Художник-постановник — Олександра Авер'янова
- Продюсери — Сергій Сельянов, Олександр Боярський
- Аніматори — Михайло Мєщанінов, Марина Міхєєва, Ольга Образцова, Володимир Торопчин, Сергій Ковальчук
- Композитор — Валентин Васенков
- Текст пісень — Лариса Гриценко, Сергій Глотов
- Виконавці пісень — Альберт Асадуллін, Анастасія Польова

## Відмінності від оригіналу
Сюжет відповідає казці «Карлик Ніс».
- У мультфільмі відьма попросила п'ять качанів капусти, а в оригіналі — на один качан більше.
- З казки «Маленький Мук» запозичений тільки епізод з чарівними туфлями, завдяки яким герой наймається на кур'єрську службу до місцевого правителя, тоді як в «карликів Носі» за сім років, проведених в замку відьми (і пронісся для Якоба немов сон) він навчився готувати і надходить на герцогську кухню шеф-кухарем.
- У мультфільмі Урбан показаний рожевим гоблином, який служить злий чаклунки. Однак в оригіналі це звичайна людина, яка є цирульником.
- У фільмі згадується, що після втрати Якоба сім років тому його батько помер, але в оригіналі він ще живий.
- В оригіналі дівчину, перетворену в гуску, звуть Мімі. Вона була дочкою могутнього чарівника Веттербока (ворога чаклунки Травознаї), який в кінці розчаклував її. У фільмі вона є принцесою, і її звуть Грета.

### Відсутня в оригіналі, але є в фільмі
- Чаклунка збирається завоювати весь світ.
- Присутній древній і злий кам'яний монстр Дагал. Це оригінальний персонаж, який був придуманий спеціально для мультфільму.

## Видання
- У серпні 2003 року мультфільм видавався концерном «Союз» на VHS, а в 2006 році він вже видавався на DVD. У 2010 році дистриб'ютором була компанія «Містерія звуку», а пізніше мультфільм став входити в збірники інших мультфільмів.

## Нагороди та премії
- Гран-прі на Міжнародному фестивалі фільмів для дітей в Санкт-Петербурзі (2003)[2]
- Гран-прі дитячого журі на I Міжнародному фестивалі дитячого аудіовізуального творчості «Надія» (Санкт-Петербург, 2003)[2]
- Гран-прі на Міжнародному фестивалі анімаційного кіно «Анімаёвка» (Білорусь, Могильов, 2003)[2]
- Приз глядацьких симпатій на фестивалі дитячих фільмів в Гамбурзі, (Німеччина, 2003)[2]
- Приз глядацьких симпатій на Міжнародному фестивалі фільмів для дітей та юнацтва в Буенос-Айресі (Аргентина, 2003)[2]
- Приз дитячого журі конкурсу «Кіномалишок» — За кращу дитячу роль — Карлику Носі, головному герою однойменного фільму, законним батьком якого є режисер і художник-аніматор Ілля Максимов, Росія, 2003[3]
- Приз глядацьких симпатій на Міжнародному фестивалі дитячого кіно в Крістіансанді (Норвегія, 2004)[4]
- Друга премія дитячого журі[5] в категорії «Анімаційний фільм» на Чиказькому міжнародному фестивалі дитячого кіно (2004)[6]